# Тихотин
Тихо́тин — село в Україні, у Луцькому районі Волинської області. Входить до складу Рожищенської міської громади. Населення становить 310 осіб.
Уродженкою села є лауреатка Шевченківської премії Ільченко Любов Іванівна.

## Географія
Село розміщене на лівому березі річки Стохід.

## Історія
У 1906 році село Щуринської волості Луцького повіту Волинської губернії. Відстань від повітового міста 30 верст, від волості 11. Дворів 61, мешканців 396.
12 червня 2020 року, згідно з розпорядженням Кабінету Міністрів України  № 708-р, село увійшло до складу Рожищенської міської громади.
19 липня 2020 року, в результаті адміністративно-територіальної реформи та ліквідації Рожищенського району, село увійшло до складу новоутвореного Луцького району.

## Населення
Згідно з переписом УРСР 1989 року чисельність наявного населення села становила 320 осіб, з яких 146 чоловіків та 174 жінки.
За переписом населення України 2001 року в селі мешкало 310 осіб.

### Мова
Розподіл населення за рідною мовою за даними перепису 2001 року:
| Мова       | Відсоток |
| ---------- | -------- |
| українська | 98,71 %  |
| російська  | 1,29 %   |